# Colotois tangens
Colotois tangens är en fjärilsart som beskrevs av Barend J. Lempke 1951. Colotois tangens ingår i släktet Colotois och familjen mätare. Inga underarter finns listade i Catalogue of Life.